# Naissance en 1150
Naissance
- 1146
- 1147
- 1148
- 1149
- 1150
- 1151
- 1152
- 1153
- 1154

Cette page dresse une liste de personnalités nées au cours de l'année 1150 :
- Adam Ier de Beaumont-Gâtinais, seigneur de Beaumont-du-Gâtinais, compagnon d'armes du roi d'Angleterre,  Richard Cœur de Lion, durant la Troisième croisade.
- Agnès de Looz, duchesse consort de Bavière.
- Amaury Ier de Meulan, seigneur de Beaumont, de Gournay-sur-Marne et de la Queue-en-Brie.
- Benedetto Antelami, architecte et sculpteur italien.
- Gérard de Canville, châtelain et baron anglo-normand.
- Henri Borwin Ier de Mecklembourg, prince de Mecklembourg.
- Samuel ibn Tibbon, rabbin, médecin et philosophe provençal.

date incertaine (vers 1150)
- Boniface de Montferrat, marquis de Montferrat et roi de Thessalonique.
- Conon de Béthune, trouvère et croisé.
- Pierre de Corbeil,  prélat et théologien français.
- Fakhr ad-Dîn ar-Râzî, théologien musulman de rite chaféite et philosophe.
- Geoffroy de Lusignan, comte de Jaffa et d'Ascalon, seigneur de Vouvant et Mervent, de Moncontour et de Soubise.
- Gilbert de Mons, chroniqueur hennuyer.
- Hugues II de Saint-Omer, prince titulaire de Galilée et de Tibériade.
- Olav Ugjæva, prétendant au trône de Norvège.
- Raymond Ier de Roquefeuil, vicomte de Creyssel,  seigneur baron de Roquefeuil et seigneur baron de Meyrueis.
- Robert IV Dauphin d'Auvergne,  1er dauphin d'Auvergne.
- Roman Ier de Kiev, prince du Rus' de Kiev de la dynastie des Riourikides.

## Crédit d'auteurs
- Cet article est partiellement ou en totalité issu de l'article intitulé « 1150 » (voir la liste des auteurs).